# Pohjanletto
Pohjanletto är en ö i Finland. Den ligger i Bottenviken och i kommunen Ijo i den ekonomiska regionen  Oulunkaari i landskapet Norra Österbotten, i den norra delen av landet. Ön ligger omkring 54 kilometer nordväst om Uleåborg och omkring 580 kilometer norr om Helsingfors.
Öns area är 1 hektar och dess största längd är 220 meter i nord-sydlig riktning.